# Amaurospiza concolor
Espèce
Statut de conservation UICN

 LC  : Préoccupation mineure
Amaurospiza concolor, aussi appelé Évêque bleu et anciennement Sporophile bleu, est une espèce de passereaux de la famille des Cardinalidae qui était auparavant placée dans la famille des Thraupidae.

## Répartition et habitat
Il vit en Amérique centrale et du Sud, on le trouve au Mexique, au Belize, au Honduras, au Salvador, au Nicaragua, au Costa Rica, au Panama, en Colombie, en Équateur et au Pérou.
On le trouve majoritairement dans les bambous, mais il occupe des habitats diversifiés comme les zones boisées ou les forêts sempervirentes. Il vit entre 1 200 et 2 500 m d'altitude.

## Taxinomie
À la suite de l'étude scientifique de Bryson et al. (2014), le Congrès ornithologique international (classification version 5.2, 2015), sépare de cette espèce sa sous-espèce Amaurospiza concolor aequatorialis, qui devient l'espèce à part entière Amaurospiza aequatorialis.